# Афікс
А́фікс, також Формант (лат. affixus — прикріплений, причеплений) — частина слова, що вносить зміну у значення кореня. Словотворчі афікси утворюють нові слова (наприклад, пись-м-ен-ник), словозмінні — виражають відношення слова до інших слів (наприклад, вогн-і гор-ять, музик-а гра-є).
Афікс є засобом вираження лексичних значень і відношень між словами у словосполученні та реченні.

## Класифікація
У залежності від позиції в слові розрізняють:
- префікси (від лат. praefixus — прикріплений спереду) — афікси, які стоять перед коренем. Наприклад: укр. заїхати, англ. impossible
- постфікси — афікси, які стоять після кореня. Постфікси поділяються на:
  - суфікси
  - флексії, закінчення.
- інтерфікси
- інфікси (у корені слова), напр. лат. vici (переміг), vinco (перемагаю), де n — інфікс .
- циркумфікси
- трансфікси

Залежно від функціональності розрізняють:
- Непродуктивний афікс — такий, що рідко бере участь у творенні слів або не використовується в сучасній мові зовсім. Напр.: паст-ух, да-м.
- Продуктивний афікс — такий, що широко використовується для творення нових слів і форм. Напр.: говори-ти, здобув-ач.
- Словотворчий афікс — такий, що служить для утворення нових слів. Напр.: дистриб'ют-ор, степ-ов-ий, під'-'іхати.
- Формотворчий афікс — такий, що служить для утворення форм слів. Напр.: нов-іш-ий, пальт-а, ходи-л-а.

Також виділяють:
- Афікс регулярний,
- Афікс нерегулярний,
- Афікс мертвий,
- Афікс нульовий (негативний),
- Афікс позитивний.